# Baldomero Espartero
Joaquín Baldomero Fernández-Espartero Álvarez de Toro (Granátula de Calatrava, 27 febbraio 1793 – Logroño, 8 gennaio 1879) è stato un generale e politico spagnolo liberale, reggente al trono di Spagna, due volte Presidente del Consiglio.
Oltre ad esso, si fregiava di svariati titoli nobiliari fra i quali si possono trovare quelli di conte di Luchana, duca di Victoria, duca di Morella, visconte di Banderas e principe di Vergara.

## Biografia

### Origini
Era il minore di otto figli di un carpentiere e costruttore di carri originario del comune di Granátula. Tre dei suoi fratelli furono preti e una sorella monaca clarissa, e, esattamente come loro, era inizialmente destinato ad intraprendere la carriera ecclesiastica, spronato fra le altre cose, da una educazione primaria a stampo religioso in cui dimostrò presto le sue capacità d'apprendimento. Ricevette lezioni di latino dal suo vicino, Antonio Meoro e cominciò il suo percorso di studi ufficiali nella piccola Universidad Nuestra Señora del Rosario del vicino comune di Almagro dove ottenne il titolo in Arte e Filosofia. 
Il suo destino fu segnato dalla Guerra d'indipendenza spagnola (1808-1814): sotto l'influenza dei parenti, Espartero si unisce all'esercito di resistenza contro i francesi nel 1808, attività che lo vide molto presto impegnato a combattere come soldato scelto (grado conferitogli perché sapeva leggere e scrivere) e che lo vide partecipare all'insurrezione del 2 maggio 1808 a Madrid contro le forze napoleoniche. Dopo aver fatto parte del Battaglione dei Volontari Universitari, riuscì a entrare a far parte della Accademia Militare di Siviglia attraverso la quale raggiunse il grado si sottotenente l'1 di gennaio del 1812 per poi entrare nell'Accademia degli Ingegneri dell'Esercito. 

### La spedizione in America
Finita la guerra contro i francesi, nel settembre del 1814 si unisce al Regimento Extremadura per partire verso l'America a bordo della fregata Carlota, arrivando a Panama il 1º febbraio del 1815 con l'obbiettivo di sedare la ribellione delle colonie. Grazie agli iniziali successi della campagna e con l'arrivo delle truppe spagnole a Lima, sotto il comando del generale Joaquín de la Pezuela, e grazie anche al successo delle operazioni difensive delle fortificazioni di Arequipa, Potosí e Charcas da lui dirette e pianificate, il 19 settembre del 1816 Espartero viene nominato capitano dell'esercito e poi, a meno di un anno di distanza, Secondo Comandante.
Nel 1823, dopo aver guadagnato il grado di Colonnello dell'esercito dell'Alto Perú, prende parte agli scontri contro gli eserciti guidati da Rudecindo Alvarado per la liberazione delle zone andine del nord del Cile e del Sud del Perù, vincendo la maggior parte di essi e riportando poche perdite in battaglia.
Quando la guerra nelle colonie era sempre più caotica, e con l'aggravarsi della divisione interna dell'esercito fra progressisti e assolutisti, Espartero, che inizialmente aveva contribuito a riappacificare la zona attraverso incontri con i generali degli eserciti indipendentisti a Salta, fu catturato dalle forze di Simón Bolivar il 5 maggio del 1825 dopo il Disastro della battaglia di Ayacucho e fu fatto prigioniero per poi essere liberato grazie all'intervento di António González y González che intercedette malgrado la sua condizione d'esilio.
Ritorna in Spagna lo stesso anno della sua liberazione e, una volta arrivato, è destinato a Pamplona a svolgere incarichi minori e principalmente burocratici. Nei primi anni di ritorno dall'America, Espartero stabilisce la sua residenza fissa a Logroño, dove si sposa con María Jacinta Martínez de Sicilia il 13 settembre del 1827.
Una volta ricevuto il grado di Comandante de Armas y Presidente de la Junta de Agravios de Logroño, verrà destinato a comandare il Regimento Soria prima a Barcellona, e poi a Palma de Mallorca.

### Le guerre carliste
Dopo la morte di Ferdinando VII e la conseguente situazione di instabilità del paese, Espartero si dichiarò sostenitore della causa di Isabella II e della reggente María Cristina di Borbone contro Carlos María Isidro e che lo portarono ad essere una delle figure di maggior importanza durante le Guerre carliste.

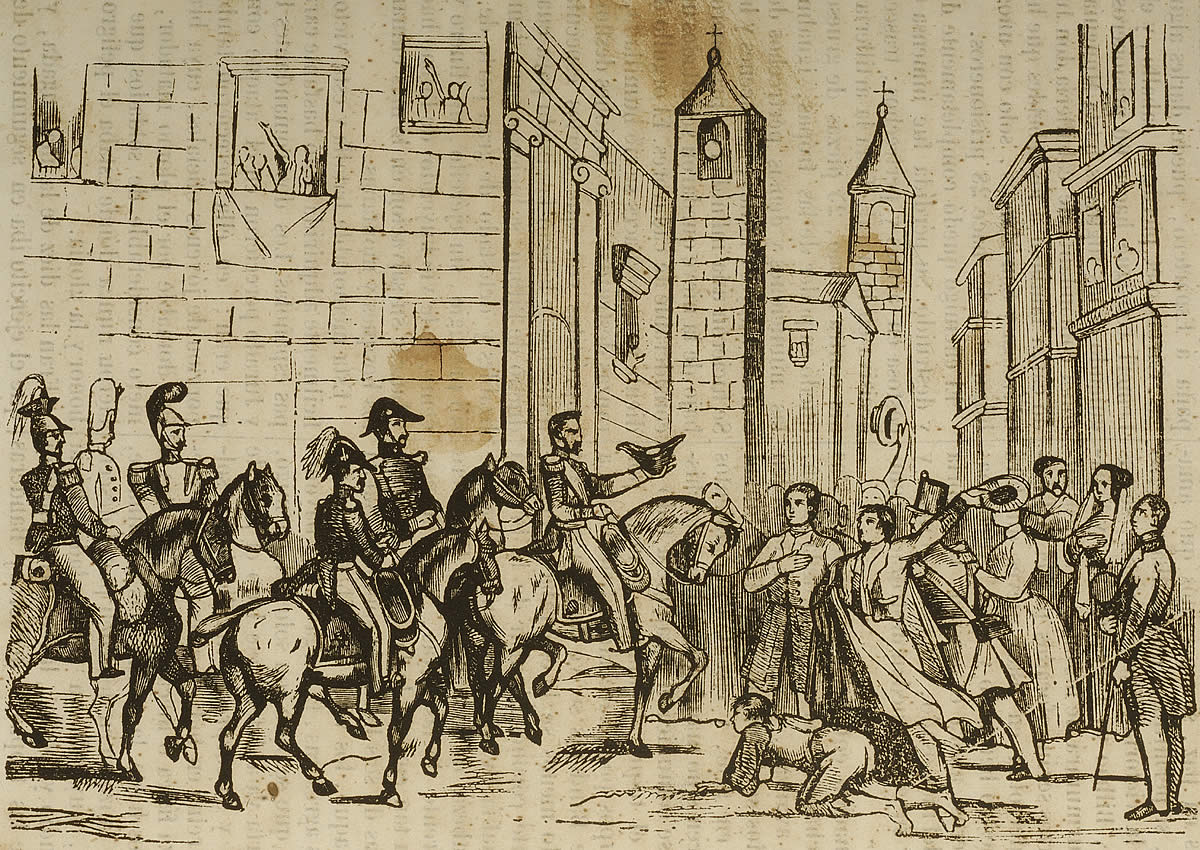
Espartero entra a Bilbao dopo l'assedio del 1836.

Durante la Prima Guerra Carlista, Espartero fu nominato Comandante militare di Vizcaya e fu messo a comando della difesa delle città di Bilbao, Durango e Guernica. Malgrado avesse vinto numerose battaglie nelle fasi iniziali della guerra, tra le quali una delle prime a Onteniente, perse uno scontro di vitale importanza a Bergara contro le forze carliste guidate da Tomás de Zumalacárregui. Considerato dagli storici come la prima vera sconfitta di Espartero, perdere a Bergara comportò la perdita della città di Durango e lasciare quasi indifesa l'importante città di Bilbao. Malgrado ciò, Espartero riuscì a mantenere la città e a cominciare una serie di vittorie a favore dell'esercito Cristino, come la battaglia di Mendigorría e la battaglia del fiume Nervión, riuscendo a stabilizzare la situazione e a non perdere il comando dell'esercito malgrado le pesanti critiche ricevute dalla sfera politica dell'epoca.
Dopo una breve malattia, durante la quale tornò a Logroño per riprendersi, venne nominato Generale a Comando dell'esercito Cristino.
Grazie alla vittoria della Battaglia di Luchana il 25 dicembre del 1836, Espartero riuscì a sconfiggere la maggior parte delle forze carliste situate nel nord della Spagna e a liberare la città di Bilbao da un assedio che era durato ininterrottamente da più di due mesi. Questa vittoria, da molti considerata come la decisiva per riuscire a mettere fine alla prima guerra carlista, rese la figura di Espartero molto amata dal pubblico, ricevendo soprannomi come "La Spada di Luchana".

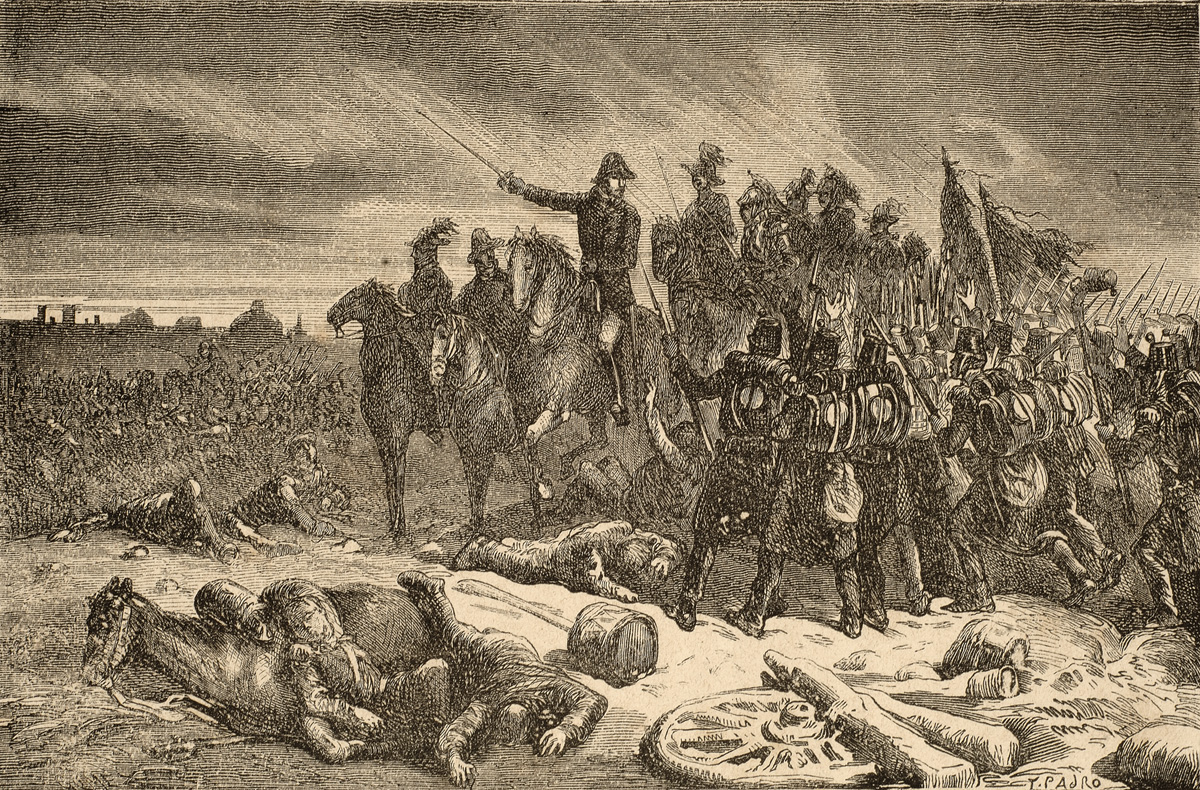
Raffigurazione di Espartero a cavallo al comando delle truppe Cristine durante la battaglia di Luchana.

Il 31 agosto del 1839, a Oñati, un piccolo paese della provincia basca di Gipuzkoa, il generale Espartero, come rappresentante dell'esercito liberale-progressista fedele a Isabella II, e il generale Rafael Maroto, come rappresentante dell'esercito conservatore-assolutista leale a Carlos María Isidro, firmarono l'armistizio e, proclamando la vittoria dell'esercito Cristino, furono protagonisti del famoso "abbraccio di Vergara", atto con il quale si dichiarò terminata la prima guerra carlista e con il quale si concesse la libera rientrata nei ranghi dell'esercito vincitore agli sconfitti.

### La reggenza
In politica aderì all'area liberale a cui restò sempre fedele. Il suo carattere leale ma duro nel tratto ed esigente con sé stesso e con gli altri lo portò spesso a compiere eccessi, anche sanguinari, in campo militare. Durante la guerra si distinse per il suo coraggio, restando ferito in battaglia in molte occasioni, e per la sua dedizione nel mantenere la morale delle truppe che comandava sempre alta, arrivando addirittura a pagare con fondi privati di suo possedimento le spese per mantenere le truppe ben alimentante. 
Nel 1837 fu brevemente ministro della guerra e presidente del Consiglio dei ministri del governo leale a Isabella II, cariche che conservò fino alla dissoluzione di tale governo nel 1839. Nel settembre 1840, quando Espartero era comandante in capo dell'esercito lealista, fu nominato nuovamente Presidente del Consiglio, incarico che, malgrado la nomina, non riuscì a mantenere per mancanza di supporto parlamentare.
Il 17 ottobre 1840, una volta finita la guerra, diventa reggente al trono di Spagna per conto di Isabella II di Borbone, all'epoca ancora minorenne, sostituendo la precedente reggente, la madre della futura regina, Maria Cristina. Durante la sua Reggenza, malgrado l'implementazione di forti politiche di modernizzazione come per esempio un aumento della spesa pubblica per l'istruzione, una riforma della politica fiscale, la creazione di un sistema di infrastrutture ferroviarie moderne seguendo il modello di quelle francesi e inglesi e la volontà della creazione di uno stato meno centralizzato aumentando maggiormente il ruolo delle provincie, è principalmente ricordato per aver sedato con grande violenza le manifestazioni di protesta di Barcellona scoppiate il 3 dicembre 1842 e che furono causate dalla sua nuova politica fiscale. Quest'avvenimento, portato a termine dalle truppe capitanate dal generale Antonio Van Halen, fece sì che la figura di Espartero fosse ben presto presa di mira non solo dai conservatori e dai moderati, ma anche dai progressisti e da buona parte dei suoi sostenitori liberali, che lo accusarono di eccessivo autoritarismo. 
La reggenza terminò nel 1843 quando, dopo la dissoluzione del parlamento, ormai non più a favore di Espartero, si creò una ribellione militare di stampo moderato-progressista capitanato da Juan Prim e Ramón María Narváez. Questo obbligò Espartero ad esiliarsi in Inghilterra il 30 luglio del 1840 e permise al parlamento di riconoscere la maggiore età di Isabella II, a quell'epoca ancora 13enne, e permettendole di governare autonomamente come legittima regina di Spagna.

### Gli ultimi anni

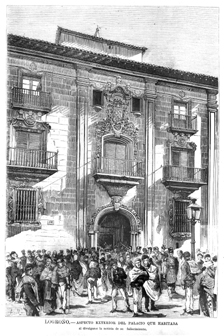
Ultima casa di Espartero a Logroño.

Tornato in Spagna nel 1848 dopo tre anni d'esilio, Espartero viene completamente perdonato e ri-condecorato con tutte le onorificenze previe. Malgrado ciò, non decide di riprendere la sua carriera politica ma preferisce ritirarsi dalla vita pubblica andando definitivamente a vivere a Logroño con sua moglie.
Ritorna brevemente attivo in politica durante il biennio progressista compreso tra il 1854 e il 1856 insieme a Leopoldo O'Donnell, dopo il trionfo della Rivoluzione Spagnola del 1854. Durante questi due anni è stato nuovamente Presidente del Consiglio dei Ministri del Governo Spagnolo per poi ritirarsi definitivamente dalla vita pubblica.
Durante la rivoluzione liberale del 1868 e la conseguente detronizzazione di Isabella II, rifiutò la Corona spagnola offertagli dal generale Juan Prim e da Pascual Madoz, diventando così ben presto una leggenda in campo politico del fronte liberale. Da freddo e duro militare, Espartero, seppe trasformarsi in un ascoltato uomo di Stato, riverito perfino dal nuovo re scelto dal governo per rimpiazzare Isabella II, Amedeo I di Spagna che, dopo essere stato suo ospite a Logroño, lo nominò principe di Vergara il 2 gennaio 1872, con trattamento di Altezza Reale, facendo di lui una delle sole tre persone nella storia ad aver ricevuto tale titolo senza essere di origine nobiliari.
Fu membro della Massoneria e raggiunse il 33º ed ultimo grado del Rito scozzese antico ed accettato.
Morì l'8 gennaio 1879 nella sua casa di Logroño, che aveva visto passare tanti personaggi illustri, poco tempo dopo essere rimasto vedovo dell'adorata moglie Jacinta (deceduta il 6 settembre del 1876) da cui non ebbe figli. Lasciò il suo considerevole patrimonio e i titoli nobiliari acquisiti alla sua nipote prediletta Eladia Espartero Fernández y Blanco.